# Celama ovilla
Celama ovilla är en fjärilsart som beskrevs av Augustus Radcliffe Grote 1875. Celama ovilla ingår i släktet Celama och familjen trågspinnare. Inga underarter finns listade i Catalogue of Life.